# Garniga Terme
Garniga Terme est une commune d'environ 400 habitants située dans la province autonome de Trente dans la région du Trentin-Haut-Adige dans le nord-est de l'Italie.

## Administration
| Période                                  | Période  | Identité            | Étiquette | Qualité |
| ---------------------------------------- | -------- | ------------------- | --------- | ------- |
| 28 mai 2004                              | En cours | Paolo Festini Brosa |           |         |
| Les données manquantes sont à compléter. |          |                     |           |         |

### Communes limitrophes
Les communes limitrophes sont  Aldeno, Cimone et Trente.